# Lukomsko
El lago Lukoml o lago Lukomlskoye (bielorruso Лукомскае возера o Лукомальскае возера; ruso Лукомльское озеро) es un lago en el distrito de Chashniki, provincia de Vítebsk, Bielorrusia. La central hidroeléctrica de Lukoml se encuentra en el lago, en la ciudad de Novolukoml.